# Charles William Andrews
Charles William Andrews (Hampstead, 30 de octubre de 1866 - 25 de mayo de 1924) F.R.S., fue un naturalista y paleontólogo inglés cuya carrera de paleontólogo de vertebrados, tanto como curador como a campo, sirvió en el Departamento de Geología del British Museum.

## Biografía
Nacido en  Hampstead, Middlesex. Se graduó por la Universidad de Londres; y, en 1892, Andrews fue galardonado con un puesto de asistente en el Museo Británico, después de un examen competitivo. Sus primeras preocupaciones fueron con aves fósiles, describiendo a Aepyornis titan, y el extinto «pájaro elefante» de Madagascar (1894). Notó las conexiones entre los muy separados rálido sin vuelo de Mauricio, las islas Chatham y Nueva Zelanda y dedujo que su carácter no volador había evolucionado independientemente en el lugar.
Cuando Alfred Nicholson Leeds donó al Museo Británico, de reptiles marinos del Jurásico de Arcilla de Oxford de Peterborough, haciendo despertar su interés en plesiosaurios y otros reptiles marinos que culminaron en un catálogo de la colección de Leeds en el Museo Británico (2 v. 1910-13); mas su interés en esa área no se vio reflejado después, pues su último artículo, publicado póstumamente, se refería a las impresiones de la piel y otras estructuras blandas conservadas en una paleta de ictiososaurio de Leicestershire.
En 1897, fue seleccionado para expedicionar varios meses en la isla de Navidad en el océano Índico, para inspeccionar antes de una actividad minera de fosfatos que pudiera comprometer su historia natural. Los resultados fueron publicados por el British Museum en 1900.
Después de 1900, su salud comenzó a fallar lentamente y fue enviado a pasar los meses de invierno en Egipto; allí se unió a Beadnell del Servicio Geológico de Egipto, inspeccionando fósiles de peces de agua dulce en el Fayoum, donde Andrews anotó fauna de mamíferos no previamente detectada; y, publicó Moeritherium y el temprano elefante, Palaeomastodon, seguido por su Descriptive Catalogue.

## Honores

### Galardones
- 1916: medalla Lyell de la Geological Society.

### Membresías
- activo miembro de la Zoological Society.

- La abreviatura «C.W.Andrews» se emplea para indicar a Charles William Andrews como autoridad en la descripción y clasificación científica de los vegetales.[5]